# The Rugby Championship
The Rugby Championship – coroczny turniej rugby union dla reprezentacji RPA, Nowej Zelandii, Australii oraz, od 2012 roku, Argentyny. Powstał w 1996 roku wraz z Super 14 pod nazwą Puchar Trzech Narodów (Tri Nations). Zarządza nim SANZAAR, organizacja skupiająca związki rugby z uczestniczących krajów.
Od 2012 roku dołączyła do turnieju reprezentacja Argentyny. Początkowo zreorganizowane rozgrywki miały przyjąć nazwę Puchar Czterech Narodów (Four Nations). Z powodu istniejących już w rugby league rozgrywek o tej nazwie organizatorzy podjęli jednak decyzję o nazwaniu turnieju The Rugby Championship.

## System rozgrywek
Rozgrywki prowadzone są systemem kołowym. W latach 1996–2005 każda z drużyn rozgrywała z każdą po dwa mecze – po jednym u siebie i na wyjeździe. W 2006 roku zmieniono formułę rozgrywek i każda drużyna grała z pozostałymi po trzy mecze, z wyjątkiem lat, w których odbywał się Puchar Świata (2007 i 2011), kiedy to turniej rozgrywany był według poprzedniej formuły.
W związku z dołączeniem do turnieju reprezentacji Argentyny od 2012 roku rozgrywki ponownie zmieniły formułę – są prowadzone standardowym systemem każdy z każdym, mecz-rewanż, a po każdych dwóch kolejkach następuje jeden weekend przerwy. Z uwagi na Puchar Świata 2015 zawody w tym roku rozegrano według skróconego harmonogramu, bez spotkań rewanżowych.
Mistrzem zostaje drużyna, która zdobędzie najwięcej punktów. Zwycięzca meczu otrzymuje cztery punkty, za remis przysługują dwa punkty, a porażka nie jest punktowana. Punkt bonusowy otrzymuje się za zdobycie przynajmniej czterech przyłożeń lub też za przegraną nie więcej niż siedmioma punktami.

## Trofea
Oprócz głównego trofeum w ramach The Rugby Championship przyznawane są też pomniejsze, przechodnie trofea, o które walczą tylko dwa kraje. W meczach pomiędzy Nową Zelandią a Australią stawką jest Bledisloe Cup, Australia i Republika Południowej Afryki walczą o Mandela Challenge Plate, a Nowa Zelandia i Republika Południowej Afryki toczą bój o Freedom Cup, z kolei zwycięska ekipa starcia pomiędzy Australią a Argentyną otrzymuje Puma Trophy.